# Phyllodoce heterocirrus
Phyllodoce heterocirrus är en ringmaskart som först beskrevs av Chamberlin 1919.  Phyllodoce heterocirrus ingår i släktet Phyllodoce och familjen Phyllodocidae. Inga underarter finns listade i Catalogue of Life.